# Matija Zemljič
Matija Zemljič, slovenski rimskokatoliški duhovnik, pesnik in prevajalec, * 25. januar 1873, Gornja Radgona, † 26. julij 1934, Tomaž pri Ormožu.

## Življenje in delo
Rodil se je očetu viničarju Francu in materi Apoloniji (rojeni Klobasa). Zemljič je v letih 1886−1893 obiskoval gimnazijo v Mariboru, nato prav tam bogoslovje (1893–1897) in bil 1897 posvečen v duhovnika. Po številnih kaplanskih službah (Šmartno pri Slovenj Gradcu, Vuzenica, Dobrna in drugod) je leta 1905 postal oskrbnik cerkve na Jurskem Vrhu in od 1906–1914 prav tam župnik, potem pa do smrti župnik v Tomažu pri Ormožu.
Zemljič je že kot bogoslovec pisal versko-lirične pesmi in jih objavljal v raznih listih. V rokopisnem glasilu Lipica (1894) je s psevdonimom Slavin izšla njegova pesem Oj, Triglav, moj dom, katero je kasneje uglasbil Jakob Aljaž in jo objavil v svoji Slovenski pesmarici II (1900), danes je ponarodela. Besedilo ni čisto izvirno, Zemljič se je naslonil na nemško domoljubno pesem O Schwarzwald, o Heimat.
Želja, ki jo je lavantinski škof Mihael Napotnik izrazil v svoji knjigi Einweihungsfeier d. neuerbauten Pfarrkirche zur Hl. Maria … je sprožila Zemljičevo prevajanje staronemške srednjeveške pesnitve kartuzijana Filipa iz Žič; 10.133 Filipovih verzov je prepesnil v 11.272 slovenskih in k izdaji dela »Kartuzijanskega brata Filipa Marijino življenje« napisal tudi kratek uvod.